# Hiroshi Yoneyama
Hiroshi Yoneyama (japonès: 米山弘)  (prefectura d'Ibaraki, 23 de març de 1909 - 24 de gener de 1988) va ser un nedador japonès que va competir durant la dècada de 1920.
El 1928 va prendre part en els Jocs Olímpics d'Amsterdam, on va disputar dues proves del programa de natació. Va guanyar la medalla de plata en els 4x200 metres lliures, formant equip amb Nobuo Arai, Tokuhei Sada i Katsuo Takaishi. En els 400 metres lliures quedà eliminat en sèries.